# Zagorski
Zagorski (en rus: Загорский) és un poble (un possiólok) del krai de Krasnoiarsk, a Rússia, que en el cens del 2010 tenia 114 habitants. Pertany al districte de Zaoziorni.